# Talóvaia (Krasnoiarsk)
|  | Per a altres significats, vegeu «Talóvaia». |

Talóvaia (en rus: Таловая) és un poble del krai de Krasnoiarsk, a Rússia, que en el cens del 2010 tenia 180 habitants. Pertany al districte de Balakhtà.